# Can Mans (Anglès)
Can Mans o Can Pistolero és un edifici al municipi d'Anglès catalogat a l'Inventari del Patrimoni Arquitectònic de Catalunya. Es tracta de la segona casa pont del carrer d'Avall, la qual diafragmenta tot el seu espai urbà, però molt inferior des del punt de vista ornamental i estètic en comparació a l'arcada de Cal Sabater. L'estat actual de conservació i preservació és bastant lamentable, cosa que ha provocat que la casa estigui submergida en un procés de degradació inexorable com així ho demostren diversos elements puntuals de la façana des dels amplis forats en tot l'espai físic de l'edifici al despreniment de la pedra fins a arribar a les obertures. També en forma part d'aquest conjunt el número 21 del carrer d'Avall.

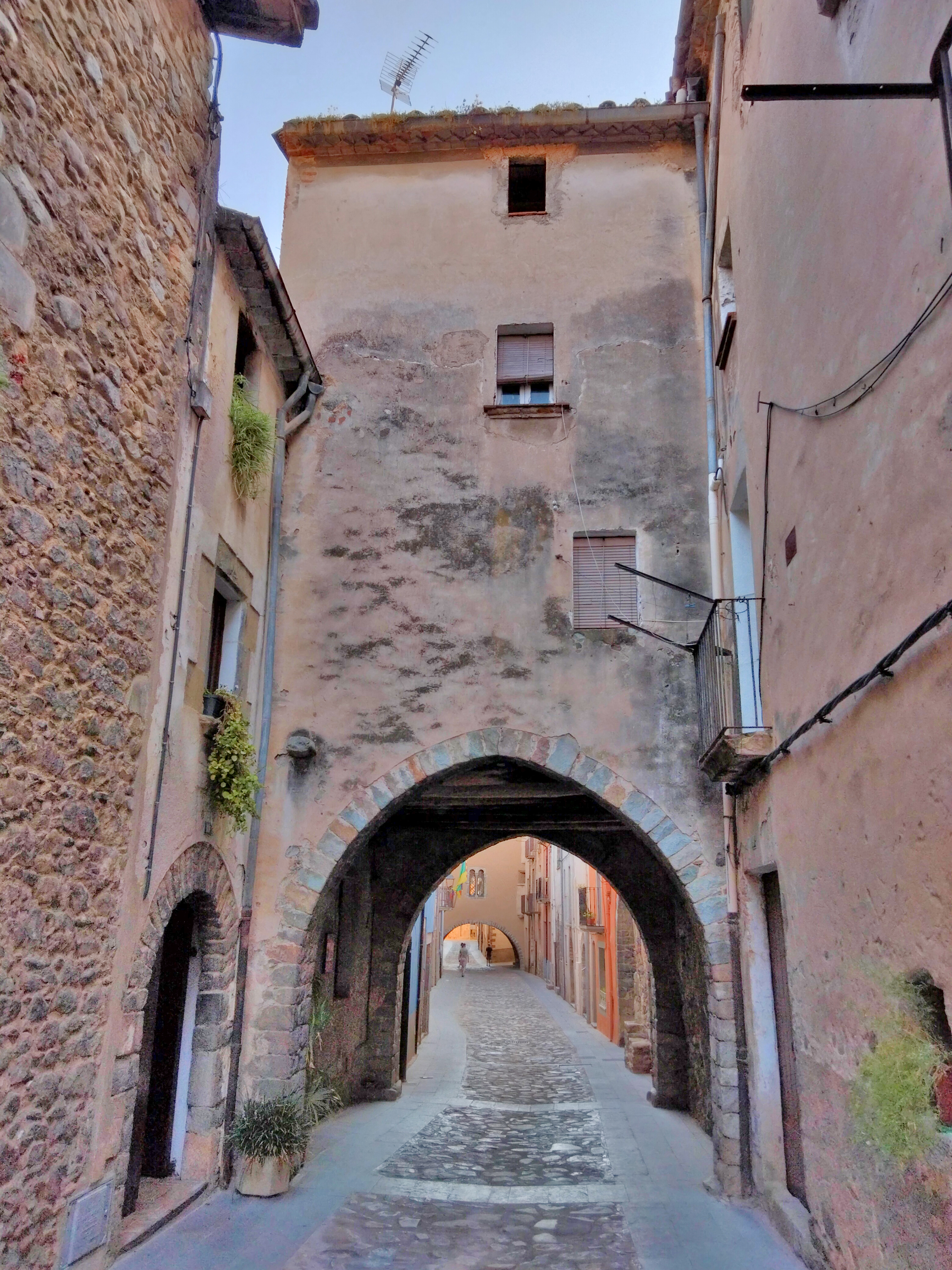
La cara nord de l'arcada

Es tracta d'un immoble que abraça una morfologia bastant complexa i polièdrica com així ho acredita la seva resolució formal, és a dir: un immoble de tres plantes i golfes cobert a dues aigües de vessants a façana, al cim d'una arcada apuntada. D'altra banda aquesta arcada, orientada i ubicada perpendicularment i, per tant, travessant el carrer de banda a banda, esdevé un solemne i majestuós arc de pas de mig punt, lleument apuntat, amb la sageta -alçada- més accentuada que no pas la llum -amplada-. Al bell mig de sota l'arcada, es pot contemplar clarament que aquesta està composta al seu interior per un sostre format per un entramat de cairats i bigues de fusta.